# Jason Latour
Jason Latour é um autor e ilustrador de histórias em quadrinhos americanas. Como roteirista, destacou-se pela criação da super-heroína "Spider-Gwen", uma versão alternativa da personagem Gwen Stacy, que surgiria durante a minissérie Edge of Spider-Verse em 2014 e, posteriormente, dada a sua aceitação pelo público, tornaria-se a protagonista de uma minissérie própria no ano seguinte. Como desenhista, criou ao lado do roteirista Jason Aaron a série Southern Bastards, publicada originalmente pela editora Image Comics, a partir de abril de 2014 e indicada ao Eisner Awards na categoria "Melhor Série" em 2015 e 2016, na qual sairia vencedora.